# Heinz Kördell
Heinz Kördell (* 8. Januar 1932 in Wanne-Eickel; † 2. Oktober 2020), auch „Heiner“ genannt, war ein deutscher Fußballspieler. Er wurde mit dem FC Schalke 04 1958 Deutscher Meister.

## Karriere

### Vereine
Kördell, Sohn eines Bergmanns, galt als echter „Knappe“. Er begann bei der SpVgg Röhlinghausen mit dem Fußballspielen und rückte 1950 in die erste Mannschaft des Sportvereins aus dem Herner Stadtteil auf.
1956 wurde er vom Oberligisten FC Schalke 04 verpflichtet. Zwei Jahre später gewann er als offensiver Mittelfeldspieler (seinerzeit Halbstürmer genannt) zunächst die westdeutsche Meisterschaft und am 18. Mai 1958 die bislang letzte deutsche Meisterschaft des Vereins. Einst von Ernst Kuzorra entdeckt, wechselte Kördell nach sechs Spielzeiten, in denen er in 103 Oberligaspielen 19 Tore erzielt hatte, 1962 zum Ligakonkurrenten Schwarz-Weiß Essen, für den er – nach Gründung der Bundesliga – auch eine Saison lang in der zweitklassigen Regionalliga West spielte. Für die Mannschaft bestritt er in der Saison 1963/64 19 Regionalligaspiele, erzielte zwei Tore und schloss diese Saison mit der Mannschaft als Tabellendreizehnter ab.

### Nationalmannschaft
Sein einziges Länderspiel für den DFB bestritt er am 28. Dezember 1958 in Kairo – zur zweiten Halbzeit für Karl Mai eingewechselt – bei der 1:2-Niederlage gegen Ägypten.

## Sonstiges
Er spielte bis 2004 in der Schalker Traditionself, die er von 1988 bis 1994 auch leitete.
Kördell gehörte ab 2001 zum Ehrenpräsidium des FC Schalke 04.
Von ihm stammt auch folgendes Zitat:

„Kultur war für uns damals, eine Toilette in der Wohnung zu haben.“